# Mailied
Das Mailied (in frühen Drucken auch Mayfest) ist ein Gedicht von Johann Wolfgang von Goethe, das erstmals 1775 in der Zeitschrift Iris veröffentlicht wurde. Die Entstehungszeit ist nicht endgültig zu klären, da eine Handschrift nicht vorliegt und auch keine Äußerungen des Autors darüber existieren. Meist wird ein Entstehungszeitraum im Kontext mit den „Sesenheimer Liedern“ angenommen. Unter dieser Prämisse gilt es als Goethes erstes bedeutsames Gedicht (Erich Trunz, Kommentar in der Hamburger Ausgabe), „Höhepunkt von Goethes Lyrik während seiner Zeit in Sesenheim“ mit Friederike Brion (Gerhard Sauder, Kommentar in der Münchener Ausgabe) und im Rahmen des „Sturm und Drang“ als stilbildend für die weitere Entwicklung der Lyrik. Unlängst wurde für eine spätere Entstehung plädiert (Christopher Meid im Goethe-Jahrbuch 2019), da es sich möglicherweise um eine intertextuelle Bearbeitung des erst 1772 publizierten Gedichts Die schöne Landschaft von Friedrich August Clemens Werthes handelt. 
Das Gedicht ist in das Genre der Natur- und Liebeslyrik einzuordnen und zugleich ein poetologisches Gedicht. Es ist gegliedert in neun Strophen zu je vier Versen.
Das lyrische Ich bewundert das Schöpferische der Natur. In den ersten Strophen wird die Liebe zur Natur bildreich beschrieben. In Strophe sechs wird deutlich, dass es sich auch um die Liebe zu einem Mädchen handelt. Sowohl die Liebe zur Natur als auch die Liebe zu dem Mädchen und das Mädchen selbst bilden die schöpferische Inspiration, durch die die Kunst geschaffen wird – hier sogar das Gedicht selbst.
Das Mailied ist vielfach vertont worden, so von Ludwig van Beethoven (Op. 52, Nr. 4) und Hans Pfitzner (Op. 26 Nr. 5).

## Text

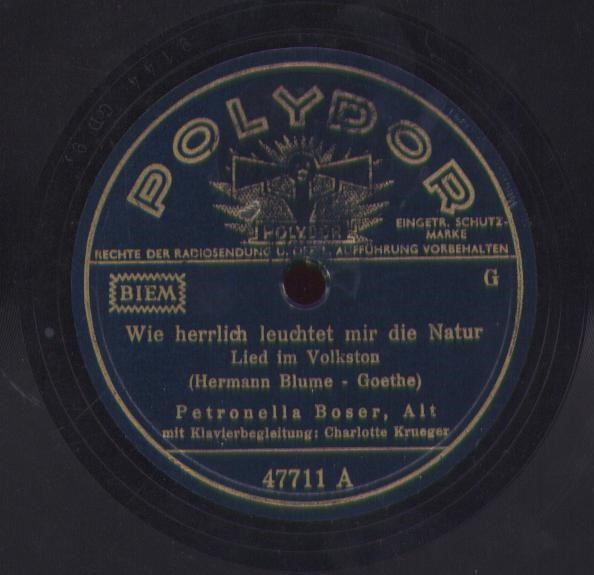
Interpretation Petronella Boser (1941). Komposition Hermann Blume